# Doom metal
Il doom metal è un sottogenere dell'heavy metal. I Black Sabbath sono considerati per certi aspetti precursori del genere (si vedano brani come Black Sabbath, Hand of Doom, Iron Man, Electric Funeral). Da citare, poi, anche i Pentagram, gruppo musicale nato originariamente negli anni settanta ed importante nella storia del genere. In virtù di tali ragioni questi gruppi sono stati definiti in qualche caso "proto doom". Il giornalista musicale padovano Renato Ferro ricorda che negli anni '80 era in uso l'etichetta "darksound" per rivolgersi a band contrassegnate da suoni oscuri: «oggi è un'etichetta desueta, propria dei primi Ottanta, impegnata anche in riferimento a gruppi di fine Sessanta e degli anni Settanta. Solo molto più tardi si è iniziato a parlare di doom.», «Il dark sound non comprendeva solo band metal e hard rock» bensì anche il lato più oscuro del prog rock.
Il doom metal è caratterizzato da sonorità cupe e ritmi lenti, che evocano atmosfere decadenti e melodie drammatiche , accentuate da testi spesso riguardanti l'introspezione e la sofferenza. Il tempo è solitamente scandito da cadenzati colpi di cassa; a volte viene utilizzato un tappeto di tastiera o organo. Alcuni gruppi doom metal utilizzano il growl, prassi che ha poi dato vita ad una commistione che ha generato un vero e proprio sottogenere, il death doom metal (My Dying Bride, primi Anathema), ma il doom più classico è caratterizzato generalmente da un canto pulito e molto malinconico. Altri gruppi come i Cathedral usano una voce sporca, tendenzialmente gutturale, più vicina al metal degli anni ottanta, ma si tratta sempre di particolarità dovute alle influenze del caso che ogni gruppo può avere.

## Il genere

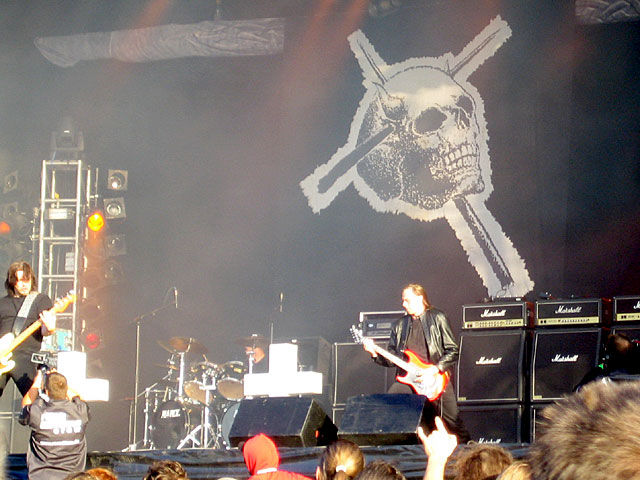
Candlemass durante un concerto

Durante gli anni ottanta il genere trovò terreno fertile negli Stati Uniti con gruppi come Pentagram e Saint Vitus, che proposero uno stile di heavy metal cupo molto influenzato dai Black Sabbath. Il genere fu poi sviluppato secondo differenti strade da gruppi come Melvins, Sleep ed Electric Wizard, che ispirarono successivamente ulteriori sperimentazioni come quelle degli Earth e dei più recenti Sunn O))).
In Europa la prima formazione di doom moderno fu quella degli svedesi Candlemass con Epicus Doomicus Metallicus (1986), con cui, in verità, si addizionavano anche melodie relativamente più "epiche" piuttosto che oscure. Un altro gruppo fra i pionieri del genere sono gli inglesi Cathedral (fondati dal cantante Lee Dorrian, ex componente del gruppo grindcore inglese Napalm Death), che invece tendevano ad essere maggiormente influenzati dall'heavy metal classico. Giungiamo così all'inizio degli anni novanta dove, sotto l'influenza del death metal, si parla di death doom: growls e accelerazioni tipiche del death metal si adagiano e si amalgamano con i rallentamenti tipici del genere creando un vero e proprio sottogenere.
È stata la Gran Bretagna a dare alla luce i pionieri di questo nuovo sottogenere: gli Anathema (che avrebbero abbandonato il genere per darsi ad un dark/alternative rock), i My Dying Bride e i Paradise Lost, tutti e tre agli inizi della loro carriera sotto contratto con la Peaceville Records.
In particolare i Paradise Lost, in occasione del loro secondo album, Gothic, del 1991, diedero lo spunto per quella corrente musicale che di lì a poco sarebbe nata e che si sarebbe chiamata proprio Gothic metal.
Sono considerati fondamentali come influenza anche gli svedesi Katatonia dei primi album (nonostante siano datati 1993 e 1996, cioè a movimento già iniziato), particolarmente depressivi, malinconici, con uso del canto in growl (che poi avrebbero abbandonato a partire dal terzo album), ma anche molto melodici.

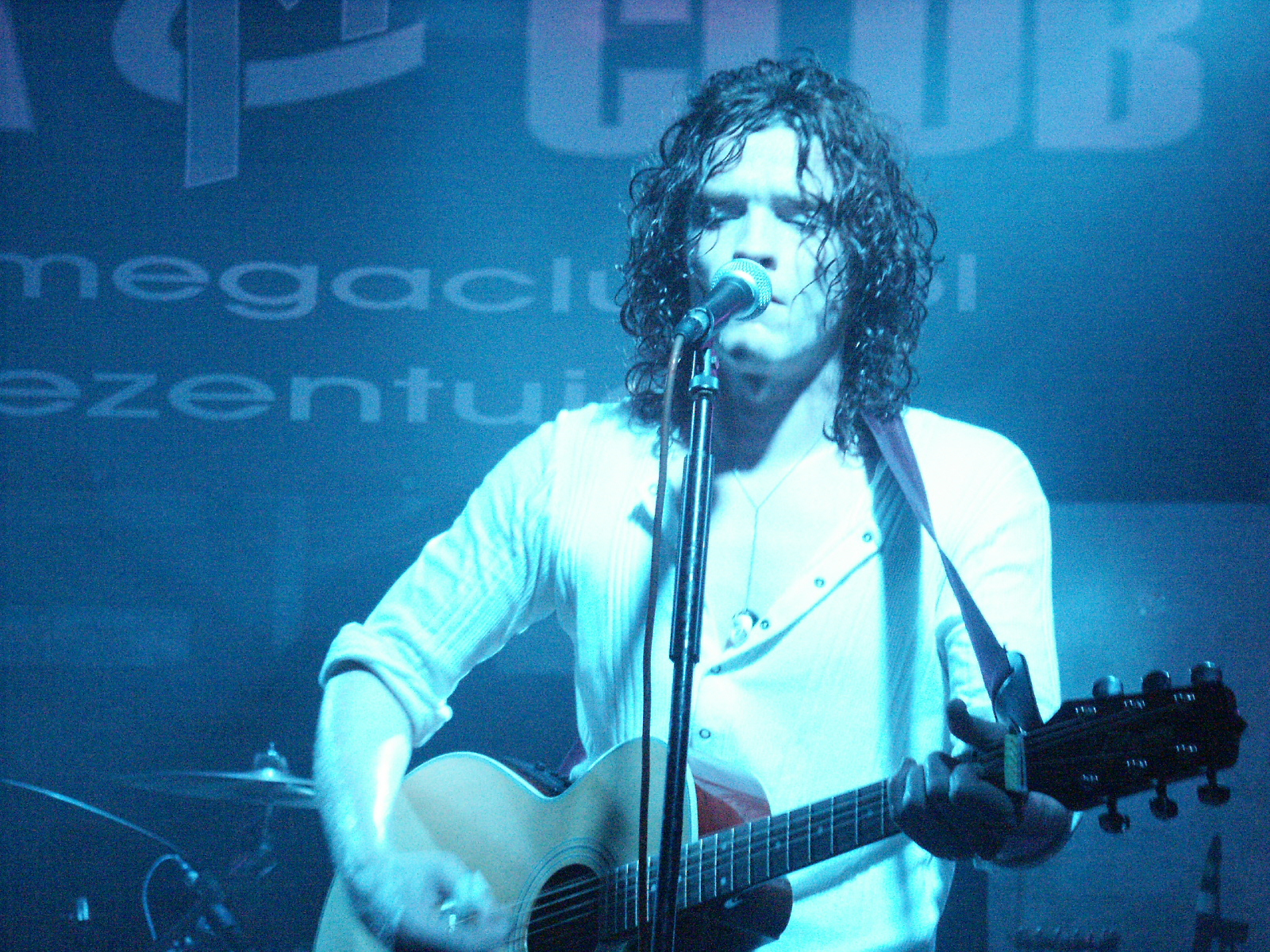
Vincent Cavanagh degli Anathema durante un concerto nel 2004

## Influenze e derivazioni
I The Gathering, sebbene all'inizio su lidi death/doom atmosferici, sono diventati famosi in occasione del loro album Mandylion del 1995, che presentava un'interessante commistione di elementi tipicamente doom metal con atmosfere e melodie tipiche del gothic.
Altri gruppi, come gli americani Type O Negative, vengono etichettati con influenze doom, ma li si cita raramente nella storia del genere nonostante nascano alla fine degli anni ottanta.
Ci sono stati anche altri gruppi che in certe fasi della propria discografia hanno abbracciato, a volte persino inconsapevolmente, sonorità tipicamente doom: alcuni esempi di ciò possono essere fatti citando gli svedesi Tiamat in occasione del loro acclamatissimo Clouds (Century Media - 1992), i finlandesi Amorphis in Tales from the Thousand Lakes (Nuclear Blast - 1994) o i portoghesi Moonspell sul loro fortunatissimo Wolfheart (Century Media - 1995), ma in questi casi si parla più che altro di lievi influenze sonore, addirittura a volte solamente su alcune canzoni più che sull'intero album, mentre se si va ad analizzare un passato più remoto sembrerebbe consolidata la pesante influenza del doom che i Judas Priest dimostrarono limitatamente al loro secondo album Sad Wings of Destiny del 1976.
Recentemente, verso la fine degli anni novanta, è balzata all'attenzione una nuova scena nata in Finlandia, protagonista in quello che viene definito funeral doom, ossia la parte più claustrofobica e lenta di tutto il doom: dai Thergothon nei primi anni novanta (dei veri e propri innovatori) per arrivare prima ai Funeral, che influenzarono a tal punto il genere che esso prese il nome da loro, e successivamente ai Shape of Despair, Esoteric, Evoken, Disembowelment, My Shameful e Skepticism, fautori di sonorità catacombali.
A conferma dell'influenza esercitata dal genere, sono nate negli anni diverse formazioni d'avanguardia che hanno abbracciato il genere come confermano i gruppi del sottogenere sludge metal, certe formazioni drone music e persino gruppi di stampo jazz come i Bohren & der Club of Gore e The Kilimanjaro Darkjazz Ensemble.

## Sottogeneri del doom

### Avantgarde doom
Sottogenere del doom metal, definito talvolta anche come experimental doom, caratterizzato dalla fusione con elementi stilistici del symphonic black metal. La struttura ritmica è come nel doom. cioè che segue un andamento lento, i riff di chitarra sono più puliti rispetto al black metal tradizionale, grazie all'inserimento di parti sinfoniche di tastiere. Prevale comunque una struttura delle canzoni piuttosto inusuale, specie per l'utilizzo di tecniche come la poliritmia, voce atonale in growl e occasionalmente il blast beat, ma anche dei particolari canoni stilstici che provengono dalla stessa radice del post-metal, tanto da essere confuso con quest'ultimo, come l'utilizzo di feedback, distorsione ed effetti ambient. Gruppi assai importanti di questo sottogenere sono Aarni, Midwinter e Dark Obscenity 
Italian Dark Sound
L’italian Dark Sound è un sottogenere del doom metal sortito in italia negli anni 80, caratterizzato da influenze progressive rock/psych rock che all’epoca erano molto influenti nella scena italiana e da un’atmosfera molto più esoterica e inquietante.
I principali esponenti di quella scena sono: Paolo Catena (e i primi Death SS), i Black Hole, gli Zess, gli Jacula (che si dice abbiano inventato il Doom Metal addirittura prima dei Black Sabbath), i Run After To (prodotti da Paul Chain), i Requiem, i Momentum e gli Abysmal Grief